# Марк Юний Брут (правовед)
Марк Ю́ний Брут (лат. Marcus Iunius Brutus; умер после 136 года до н. э.) — римский политический деятель и правовед из плебейского рода Юниев, занимавший должность претора (по одной из версий, в 140 году до н. э.). Считается одним из основателей римского гражданского права.

## Биография
Марк Юний принадлежал к плебейскому роду Юниев, первые достоверные известия о котором относятся к концу IV века до н. э. Позже, в I веке до н. э., плебеи Бруты претендовали на происхождение от патриция Луция Юния Брута, легендарного основателя Римской Республики, имевшего якобы троянское происхождение. Судя по имени и времени деятельности, Марк был одним из двух сыновей консула 178 года до н. э., тоже Марка Юния Брута; его предполагаемый младший брат Децим Юний Брут Каллаик поднялся в своей карьере до консулата в 138 году до н. э.
О жизни Марка Юния известно немногое. О его сыне Марк Туллий Цицерон пишет: «Имея такого отца, достойнейшего человека, …он не стал добиваться должностей». Отсюда следует, что Брут-отец делал традиционную для римского нобиля политическую карьеру. Возможно, именно с ним должен быть отождествлён курульный эдил 146 года до н. э. Марк Юний, упомянутый в дидаскалиях к комедии Теренция «Евнух». Правда, исследователи констатируют, что дидаскалии — ненадёжный источник, а эдилом мог быть сородич Брута, Марк Юний Силан.
Благодаря «Дигестам» известно, что Брут занимал должность претора. Антиковед Роберт Броутон предположительно датирует это 140 годом до н. э. Умер Марк Юний не ранее 136 года до н. э.: источники сообщают, что он принимал участие в развернувшихся тогда спорах о том, является ли Гай Гостилий Манцин, выданный внешнему врагу, не принятый им и вернувшийся на родину, по-прежнему римским гражданином. Марк Юний и Квинт Муций Сцевола Авгур имели разные мнения по этому вопросу, но подробности неизвестны.
Главной сферой деятельности Брута стала юриспруденция. Цицерон называет его «опытнейшим правоведом», «выдающимся знатоком гражданского права». Перу Марка Юния принадлежало сочинение по гражданскому праву в трёх книгах, представляющее собой диалог с его сыном. Сохранились всего несколько случайных цитат из этого произведения: «Случилось нам находиться в привернском поместье…», «Я с моим сыном Марком был в альбанской усадьбе…», «Как-то я и мой сын Марк сидели в тибуртинской усадьбе…» (отсюда исследователи делают вывод ещё и о наличии у Брута ряда земельных владений). Согласно «Дигестам», Марк Юний написал семь книг и стал одним из основателей римского гражданского права — наряду с Публием Муцием Сцеволой и Манием Манилием.
У Марка Юния был сын того же имени, отказавшийся от политической карьеры и ставший профессиональным судебным обвинителем. Он промотал всё отцовское наследство — и земли, и бани — и стал позором для рода Юниев.